# Artstilføjelse
Botaniske artstilføjelser er det andet led i det botaniske navn. Det er også det led i navnet, som beskriver planten. Der gives ingen faste regler for, hvordan man skal vælge artstilføjelsen, når man skaber et nyt navn, og derfor kan tilføjelserne grupperes på mange forskellige måder.
I daglig tale kaldes tilføjelsen ofte for "artsnavnet". Det korrekte artsnavn består i virkeligheden af to led: slægtsnavnet og artstilføjelsen, men det er ofte tilføjelsen, der svarer bedst til det gammelkendte, danske navn, og derfor falder det let at begå fejltagelsen.
Nedenfor er nogle af de mest brugte artstilføjelser oversat til dansk.

## Geografiske betegnelser
- altaicus (-a, -um): fra Altaibjergene
- amurensis (-e): fra Amurområdet
- asiaticus (-a, -um): fra Asien
- atlanticus (-a, -um): fra Atlasbjergene
- australis (-e): sydlig
- avellanus (-a, -um): fra Abella (Italien)
- borealis (-e): nordlig
- capensis (-e): fra Kapprovinsen
- carpathicus (-a, -um): fra Karpaterne
- caucasicus (-a, -um): fra Kaukasus
- chinensis (-e): fra Kina
- europaeus (-a, -um): fra Europa
- helveticus (-a, -um): fra Schweiz
- himalaicus (-a, -um): fra Himalaya
- hispanicus (-a, -um): fra  Spanien
- japonicus (-a, -um): fra Japan
- lusitanicus (-a, -um): fra Portugal
- nipponicus (-a, -um): fra Nippon (Japan)
- occidentalis (-e): vestlig
- orientalis (-e): østlig
- pannonicus (-a, -um): fra Ungarn
- pyrenaicus (-a, -um): fra Pyrenæerne
- sinensis (-e): fra Kina

## Biotopbetegnelse
- alpinus (-a, -um): alpe-
- aquaticus (-a, -um) / aquatile (-is): vand-
- arvensis (-e): ager-
- campestris (-e): mark-
- collinus (-a, -um): bakke-
- littoralis (-e): strand-
- maritimus (-a, -um) / marinus (-a, -um): hav-
- montanus (-a, -um): bjerg-
- nemoralis (-e) / nemorosus (-a, -um): lund-
- palustris (-e) / paludosus (-a, -um): kær-
- pratensis (-e): eng-
- sylvaticus (-a, -um) / sylvestris (-e): skov-
- uliginosus (-a, -um): kær-

## Vækstformbetegnelse
- acaulis (-e): stængelløs
- arboreus (-a, -um): træagtig
- arborescens: bliver træagtig
- ascendens: opstigende
- cirrhosus (-a, -um): med ranker
- fastigiatus (-a, -um): med oprette grene
- fruticosus (-a, -um): buskagtig
- horizontalis (-e): vandret voksende
- humilis (-e): lavtvoksende
- major (-us): stor
- minor (-us): lille
- nanus (-a, -um): dværg-
- natans: svømmende
- pendulus (-a, -um): hængende
- procerus (-a, -um): høj
- procumbens: krybende
- prostratis (-e): fladtliggende
- repens: krybende og rodslående
- scandens: klatrende
- suffruticosus (-a, -um): halvbuskagtig

## Bladbeskrivelse
- angustifolius (-a, -um): smalbladet
- argutus (-a, -um): skarp
- alternifolius (-a, -um): med spredte blade
- coriaceus (-a, -um): læderagtig
- crassifolius (-a, -um): tykbladet
- deciduus (-a, -um): løvfældende
- folius (-a, -um): blad
- glaber (-bra, -brum): hårløs
- heterophyllus (-a, -um): forskelligtbladet
- hirsutus (-a, -um): hårklædt
- incanus (-a, -um): grådunet
- integrifolius (-a, -um): uden takker eller tænder
- laevigatus (-a, -um): poleret
- latifolius (-a, -um): bredbladet
- macrophyllus (-a, -um): storbladet
- maculatus (-a, -um): plettet
- microphyllus (-a, -um): småbladet
- mollis (-e): blød
- nitidus (-a, -um): blank
- obtusus (-a, -um): butbladet
- parvifolius (-a, -um): småbladet
- phyllus (-a, -um): blad
- pictus (-a, -um): farvet
- pinnatus (-a, -um): finnet
- platyphyllus (-a, -um): bredbladet
- reticulatus (-a, -um): netåret
- sempervirens: stedsegrøn
- splendens: skinnende
- tomentosus (-a, -um): korthåret
- variegatus (-a, -um): tofarvet
- velutinus (-a, -um): fløjlsagtig

## Blomsterbeskrivelse
- campanulatus (-a, -um): klokkeformet
- floribundus (-a, -um): rigtblomstrende
- grandiflorus (-a, -um): storblomstret
- macropetalus (-a, -um): med store kronblade
- nudiflorus (-a, -um): nøgen, dvs. bladløs blomst
- nutans: nikkende
- paniculatus (-a, -um): topblomstrende
- parviflorus (-a, -um): småblomstret
- pauciflorus (-a, -um): med få blomster
- polyanthus (-a, -um): mangeblomstret
- racemosus (-a, -um): klaseblomstrende
- spicatus (-a, -um): aksblomstrende
- stellatus (-a, -um): stjerne-
- triflorus (-a, -um): blomstrende tre ad gangen
- umbellatus (-a, -um): skærmblomstrende
- uniflorus (-a, -um): enkeltblomstret

## Farvebeskrivelser
- albus (-a, -um): hvid
- argenteus (-a, -um): sølv
- atropurpureus (-a, -um): mørkpurpur
- atrorubens: mørkerød
- atrosanguineus (-a, -um): mørk blodrød
- atrovirens: mørkegrøn
- aurantiacus (-a, -um): orange
- aureus (-a, -um): guld
- bicolor: tofarvet
- candicans: som bliver hvid
- carmineus (-a, -um): karminrød
- carneus (-a, -um): kødfarvet
- caeruleus (-a, -um): blå
- cinereus (-a, -um): askegrå
- concolor: med ensartet farve
- discolor: tofarvet
- ferrugineus (-a, -um): rustfarvet
- flavus (-a, -um): bleggul
- glaucus (-a, -um): havgrøn
- lacteus (-a, um): mælkehvid
- lilacinus (-a, -um): lilla
- luteus (-a, -um): gul
- niger (-gra, -grum): sort
- puniceus (-a, -um): karminrød
- purpureus (-a, -um): purpurrød
- roseus (-a, -um): rosenrød
- ruber (-bra, -brum): rød
- sanguineus (-a, -um): blodrød
- striatus (-a, -um): stribet
- tricolor: trefarvet
- variegatus (-a, -um): spættet
- versicolor: med farveskift
- violaceus (-a, -um): violet
- viridis (-is): grøn

## Beskrivelse af stank, lugt eller duft
- aromaticus (-a, -um): aromatisk
- citriodorus (-a, -um): med citronduft
- foetidus (-a, -um): stinkende
- fragrantissimus (-a, -um): mest duftende
- graveolens: med ubehagelig lugt
- odoratus (-a, -um): duftende
- odorantissimus (-a, -um): sødest duftende
- moscatus (-a, -um): moskusduftende
- suaveolens: sødt duftende

## Henvisning til andre planter
- acerifolius (-a, -um): blade som Løn
- affinis (-is): knyttet til en anden plante
- bignonioides: ligner Bignonia
- jasmineus (-a, -um): ligner Jasmin
- liliiflorus (-a, -um): liljeblomstret
- platanoides: Platanlignede
- pseudoplatanus: uægte Platan
- salicifolius (-a, -um): blade som Pil
- tulipifer (-a, -um): tulipanblomstret

## Andre kendetegn
- aestivalis (-is): sommer-
- alatus (-a, um): vinget
- amabilis (-is): yndig
- ambigus (-a, um): tvivlsom
- amoenus (-a, um): charmerende
- autumnalis (-is): efterårs-
- baccatus (-a, -um): bærbærende
- bellus (-a, um): smuk
- catharticus (-a, -um): udrensende
- communis (-e): almindelig
- commutatus (-a, -um): ændret
- confusus (-a, um): forvirrende
- dulcis (-e): sød
- edulis (-e): spiselig
- floridus (-a, -um): blomstrende
- formosus (-a, -um): smuk
- hybridus (-a, -um): krydsning
- insignis (-e): markant
- intermedius (-a, -um): midt imellem
- medius (-a, -um): mellem
- officinalis (-e): apoteks-
- praecox: tidlig
- pulchellus (-a, -um): smuk
- speciosus (-a, -um): pralende
- sativus (-a, um): dyrket
- utilis (-e): nyttig
- vernalis (-e): forårs-
- vulgaris (-e): almindelig